# 427年
| 千纪： | 1千纪                                                                                                  |
| 世纪： | 4世纪 \| 5世纪 \| 6世纪                                                                                |
| 年代： | 390年代 \| 400年代 \| 410年代 \| 420年代 \| 430年代 \| 440年代 \| 450年代                              |
| 年份： | 422年 \| 423年 \| 424年 \| 425年 \| 426年 \| 427年 \| 428年 \| 429年 \| 430年 \| 431年 \| 432年        |
| 纪年： | 丁卯年（兔年）；北魏始光四年；北凉玄始十六年；北燕太平十九年；夏承光三年；西秦建弘八年；南朝宋元嘉四年 |

## 大事记
- 北魏太武帝拓跋燾率軍將夏國皇帝赫連昌所部引誘出城後擊潰，並順勢佔領了統萬城，赫連昌逃往上邽。
- 高句麗遷都平壤

## 出生
- 齊高帝，南北朝時期齊的建立者。

## 逝世
- 陶淵明，詩人